# MGR
MGRまたは MGR -MUSIC GO ROUND-（ミュージック ゴー ラウンド）は、FM徳島で放送されていたラジオ番組。
番組改編により週1回　1時間に短縮されつつ生き残った番組。
番組のキャッチフレーズは、「最新音楽情報をイチ早くお届け！　アイコトバは”MOVEMENTを巻き起こせ！”」

## コーナー
19:00 OPENNING　話題のDISCからスタート「新曲入ります！」
19:05 MONTHLY GO ROUND　○月のPOWER PUSH ARTIST は
19:25 MGR Records Recommend = M Reco!!　謎のCD SHOP "MGR Records"が登場。M Reco視聴券のNEW DISCをチェック!!

## パーソナリティー
- 森裕子